# إيمي لندن
إيمي لندن (بالإنجليزية: Amy London)‏ هي عازفة الجاز أمريكية، ولدت في 1957 في سينسيناتي في الولايات المتحدة.

## روابط خارجية
- إيمي لندن على موقع أول ميوزيك (الإنجليزية)